# Rock & Roll Strategy
Rock & Roll Strategy è l'ottavo album dei 38 Special uscito nel settembre 1988 per l'etichetta discografica A&M Records.

## Tracce
1. Rock & Roll Strategy – 4:34 (Carl, Van Zant)
2. What's It to Ya? – 4:30 (Johnson, Lunn, Van Zant)
3. Little Sheba – 4:54 (Carl)
4. Comin' Down Tonight – 4:26 (Carl, Carlisi, Johnson, Van Zant)
5. Midnight Magic – 4:21 (Baker, Carlisi, Curtis, Johnson, Van Zant)
6. Second Chance – 5:04 (Carl, Carlisi, Curtis)
7. Hot 'Lanta – 5:42 (Carl)
8. Never Be Lonely – 4:39 (Carl, Chauncey)
9. Chattahoochee – 4:11 (Johnson, Luan, Van Zant)
10. Innocent Eyes – 4:17 (Carl, Carlisi, Chauncey)
11. Love Strikes – 4:31 (Carlisi, Johnson, Van Zant)

## Formazione
- Donnie Van Zant - voce
- Jeff Carlisi  - chitarra
- Larry Junstrom - basso
- Jack Grondin - percussioni
- The Six Groomers - coristi
- Danny Chauncey - chitarra
- Robert White Johnson - percussioni, voce
- Max Carl - tastiera, voce
- Edd Miller - percussioni, vibraslap
- Robert White Johnson - percussioni
- The Noise Gator - corno